# جورج ر. هاتشينسون
جورج ر. هاتشينسون (بالإنجليزية: George R. Hutchinson)‏ هو طيار أمريكي، ولد في 11 فبراير 1902، وتوفي في 21 أغسطس 1989.